# 小川香織
小川 香織（おがわ かおり、1972年（昭和47年）6月11日 - ）は、YBC山形放送のアナウンサー。

## 人物・来歴
広島県広島市出身。お茶の水女子大学卒業。1995年にYBC山形放送入社。同期入社には山本浩一、藤村径子がいる。同僚アナが「小川ワールド」と呼ぶ彼女の天然キャラクターは、ラジオ番組等で独特の世界観を発揮している。
星座は双子座。趣味はお弁当をもってピクニック、バドミントン、買い物、踊、音楽、読書。

## 現在の出演番組

### テレビ
- ピヨ卵ワイド（2017年4月 - ）
- カオログ（2010年4月 - ）
- やまがたサンデー5（2010年4月 - ）
- YBC news every.（不定期）
- news every.（全国版）（不定期）
- YBCニューススポット（不定期）
- YBCストレイトニュース（不定期）
- 昭和のやまがた〜ふる里のあの時〜（ナレーション）

### ラジオ
- ミュージックブランチ
- ウィークエンドスクランブル
- ゲツキンラジオ ぱんぱかぱ〜ん

## 過去の出演番組

### テレビ
- YBC姉妹局NOW!
- YBCニュースプラス1
- ピヨピヨ卵ばくだん
- ピヨ卵ワイド430
- 開園100周年!長井あやめ祭り（2010年6月26日）

### ラジオ
- 日清食品笑アップステーション サンドウィッチマンの太くいこう!